# Krásný Les (Karlovy Vary)
Krásný Les è un comune della Repubblica Ceca facente parte del distretto di Karlovy Vary, nella regione omonima.